# Sông Araguaia
Sông Araguaia (tiếng Bồ Đào Nha: Rio Araguaia [ˈʁi.u ɐɾɐˈɡwaj.jɐ]) là một trong những sông chính tại Brasil, và là chi lưu chính của sông Tocantins. Sông có chiều dài xấp xỉ 2.627 km. Araguaia có nghĩa là "sông của vẹt đuôi dài (đỏ)" trong tiếng Tupi.

## Địa lý
Bởi có nhiều chi lưu nên người ta khó có thể dễ dàng xác định khởi nguồn của sông Araguaia. Các chi lưu quan trọng bắt nguồn từ dãy núi Araras tại Mato Grosso cũng như dãy núi Divisões ở Goiás (tuy nhiên theo các nguồn khác, Araguaia bắt nguồn từ dãy Caiapó, tại ranh giới Goiás-Mato Grosso). Từ đây sông chảy theo hướng Đông Bắc và đến điểm hợp lưu với sông Tocantins gần thị trấn São João.
Dọc theo dòng chảy, sông tạo thành ranh giới tự nhiên giữa các bang của Brasil là Goiás, Mato Grosso, Tocantins và Pará. Khoảng ở đoạn trung lưu, Araguaia bị phân thành hai nhánh (nhánh phía tây vẫn được gọi là Araguaia còn nhánh phía đông được gọi là Rio Javaés). Sau đó, sông tái hợp lưu và tạo thành Ilha do Bananal, cù lao trên sông lớn nhất thế giới. Cửa sông Javaés tạo thành một vùng đồng bằng nội địa rộng lớn, nơi nó hợp dòng trở lại vào dòng chính Araguaia, với 100.000 ha rừng đầm lầy nước ngọt, các dòng kênh nước đen, và các hồ vòng cỏ được gọi là Cantão. Đây là một trong những khu vực đa dạng sinh học bậc nhất ở phía đông Amazon, với 700 loài chim, gần 300 loài cá, và một số lượng lớn các loài vật đang bị đe dọa như rái cá lớn, cá sấu đen, và loài cá nước ngọt lớn nhất thế giới là Arapaima, tất cả đều xuất hiện trong một khu vực tương đối nhỏ.
Phần lớn dòng chảy của Araguaia có khả năng thông hành quanh năm, nhưng khu vực sông bên dưới vùng đất ngập nước Cantão thường gây cản trở tàu bè với nhiều thác ghềnh. Lưu vực sông Araguaia và Tocantins chiếm xấp xỉ 9,5% diện tích lãnh thổ Brasil. Khu vực này là một phần của bồn địa Amazon. Tuy nhiên, sông Araguaia không phải là một chi lưu của Amazon.

### Chi lưu
Chi lưu chính của Araguaia là Rio das Mortes, khởi nguồn từ Serra de São Jerônimo, gần Cuiabá, Mato Grosso, và có khả năng thông hành đến Pará.
Các chi lưu quan trọng khác gồm có Bonito, Garcas, Cristallino và Tapirape ở phía tây, còn ở phía đông là Pitombas, Claro, Vermelho, Tucupa và Chavante ở phía đông.

## Lịch sử
Henri Coudreau vào năm 1897 đã khám phá một phần dòng sông. Từ 1972 đến 1974 khu vực này là nơi diễn ra các xung đột giữa phong trào du kích cánh tả và các lực lượng hỗ trợ chế độ độc tài quân sự.

## Thị trấn
Các khu dân cư quan trọng bên bờ sông Araguaia (từ hạ nguồn):
- Barra do Garças
- Aragarças
- Aruanã
- Luiz Alves
- São Félix do Araguaia
- Santa Terezinha
- Araguacema
- Conceição do Araguaia
- Xambioá
- São Geraldo do Araguaia
- São João do Araguaia